# 奴隷船

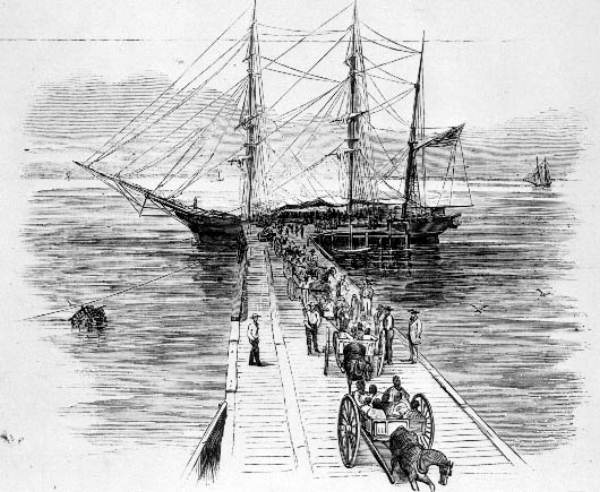
港に着いた奴隷船から奴隷を運び出している様子を描いたスケッチ画

奴隷船（どれいせん、Slave ship）とは、奴隷を運搬する目的で使用された貨物船。特に大西洋奴隷貿易において、アフリカで購入された奴隷がアメリカ大陸に移動（中央航路（Middle Passage）を南アメリカ大陸へ移動し、東岸沿いにカリブ地域、北米大陸へ北上）される際に使用された。最大で2,000万人の奴隷が運搬された。
1807年、英国、アメリカ合衆国で奴隷貿易違法化。　1815年、ウィーン会議において、スペイン、ポルトガル、フランス、オランダは奴隷貿易廃止に合意。

## 奴隷船の状況

### 奴隷
奴隷船の船主は航海の利益を上げるために、できるだけ多くの奴隷を乗船させてスペースを最大限に利用した。奴隷貿易廃止協会によって発表された奴隷船ブルックス号（Brookes）の船内見取り図によると、奴隷をすし詰めにするために船内を四層に設計して、各層には二段ベッドも設置されており、載貨重量トン数1トンにつき、2.3人の奴隷を乗船させることができた。しかしこの図にはいくつかの問題が指摘されている。
1. 何層もの甲板の上に奴隷を収納することは、一般的であった水や食料の貯蔵を可能にしない。
2. 甲板のハッチが描かれておらず、小さな梯子しかない。特に奴隷が乗船していない航海では、食料の積み下ろしをする方法がない。

こうした欠点はあるものの、ブルックス号（Brookes）の船内見取り図は奴隷船の状況を描くのに最もよく使われる絵になっている。
船主は奴隷を詰め込み、鎖でつなぎ、選択的にグループ分けをした。船内の奴隷は栄養不足で残酷な扱いを受け、目的地に到着する前に死んでしまう者も少なくなかった。船旅を終えるには平均1〜2ヶ月かかったが、奴隷たちは裸で、数種類の鎖でつながれ、ほとんど動く隙間もなく寝台の下に寝かされていた。船長によっては、他の奴隷を監視する「スレーブ・ガーディアン」を任命することもあった。彼らは多くの時間を床板に固定されて過ごし、肘の皮膚は骨まで磨り減るほどであった。オラウダ・エキアーノなどの元奴隷の証言には、奴隷が耐えなければならなかった状況が記されている。
1788年に制定された奴隷貿易法は、ドルベン法とも呼ばれ、奴隷貿易が始まって以来初めて、イギリスの奴隷船内の状況を規制することになった。この法律は、奴隷制廃止の提唱者であるウィリアム・ドルベン卿によってイギリス議会に提出された。この時初めて、乗船できる奴隷の人数に制限が設けられた。この法律により船は載貨重量トン数1トンあたり1.67人の奴隷を最大207トンまで輸送することができ、それ以降は1トンあたり1人の奴隷しか輸送できなくなった。奴隷数は積載可能トン数(一般的に使用される排水量のトン数とは異なる)ではなく、甲板面積で推定することもでき、その結果誤差は少なく、報告値からの偏差はわずか6%である。

### 船員・乗組員
18世紀から19世紀初頭にかけて、奴隷船の船員はしばしば低賃金で、厳しい規律と待遇を受けていた。さらに船員の死亡率は航海中に約20％と予想され、病気や鞭打ち、奴隷の反乱によって船員が死亡した。乗員の条件は奴隷の条件よりはるかに良かったが、過酷であり続けたため高い死亡率につながってしまったのである。船員は、大西洋の航海の間、甲板の下のスペースが奴隷に占拠されていたため、オープンデッキで庇いもなく生活し、眠らなければならないことが多かった。
病気、特にマラリアと黄熱病は船員の最も一般的な死因であった。帰港時の乗組員の死亡率が高いと、母港に到着した際に支払わなければならない船員の数が減るため、船長の利益となった。生き残った船員は、帰国後に賃金をだまし取られることが多かった。奴隷貿易のこうした側面は広く知られていた。船員の間で奴隷船が有名だったため、奴隷船の乗組員は強制的に、あるいは他に仕事が見つからなかったために参加した。これはしばしば刑務所で過ごした船員のケースであった。
イギリスの奴隷船の乗組員には、黒人の船員がいたことが知られている。彼らはアフリカやカリブ海の出身であったり、イギリス生まれであった。現存する記録から、研究者によって何十人もの人物が特定されている。しかし、多くの船長が乗組員の民族性を船の召集令状に記録しなかったため、その知識は不完全である。アフリカ人男性（時にはアフリカ人女性）も翻訳家として活躍した。

## 主な奴隷船

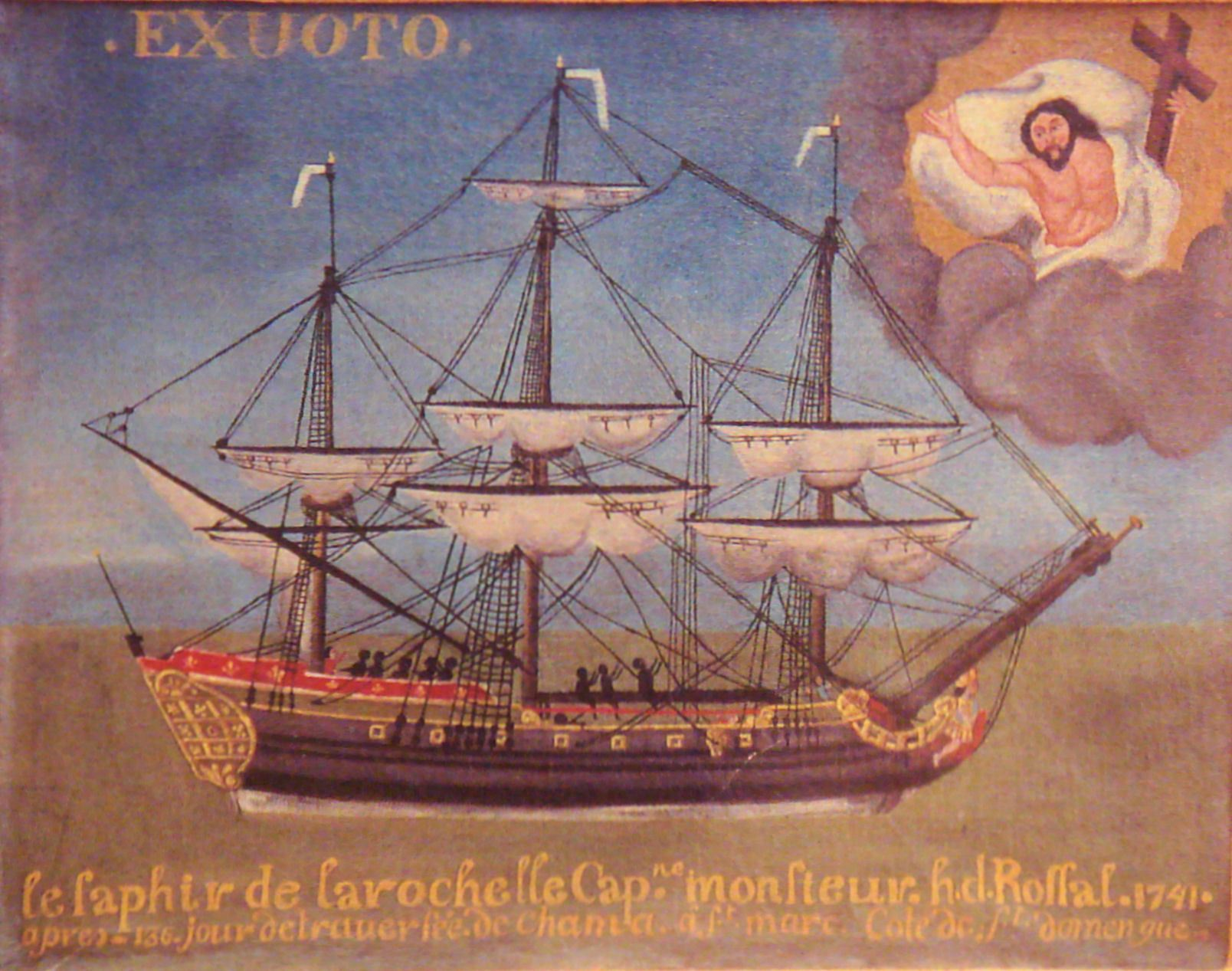
ラ・ロシェルの奴隷船Le Saphir

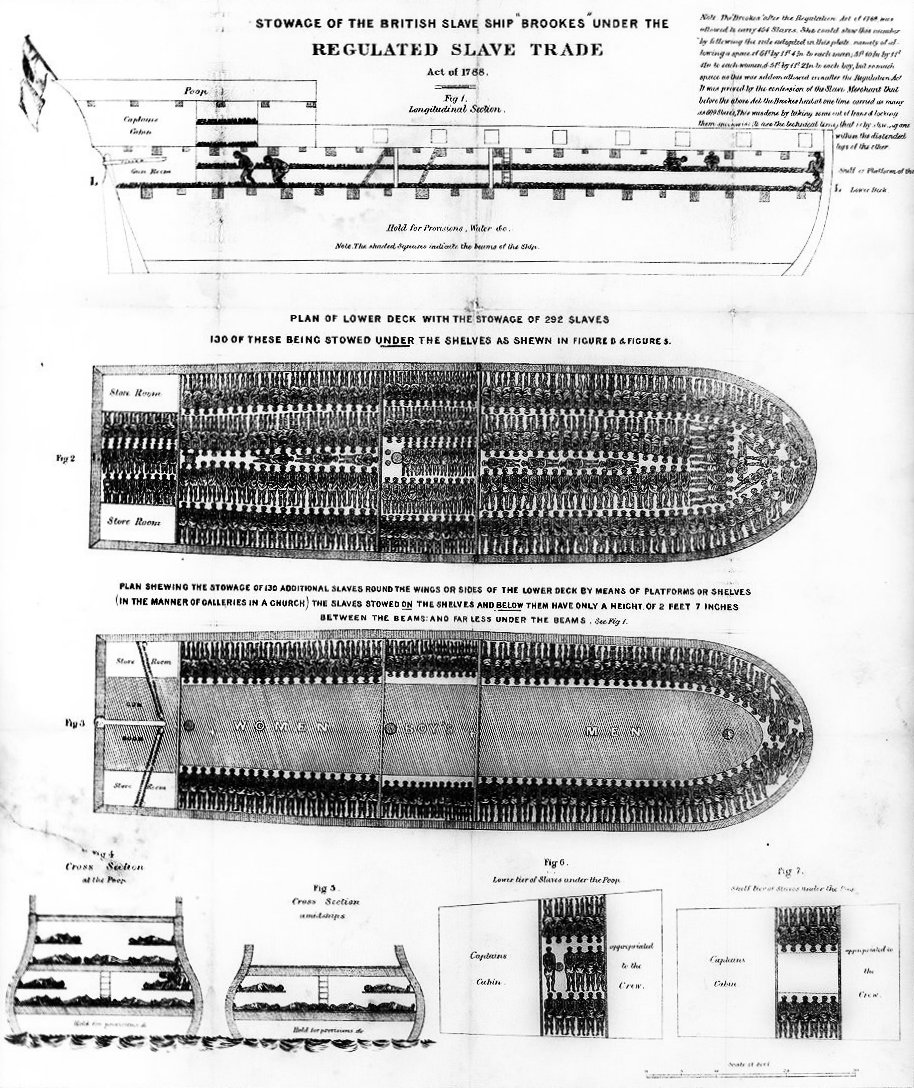
奴隷船ブルックス号（Brookes）の船内見取り図。4層もある巨大な船であった。

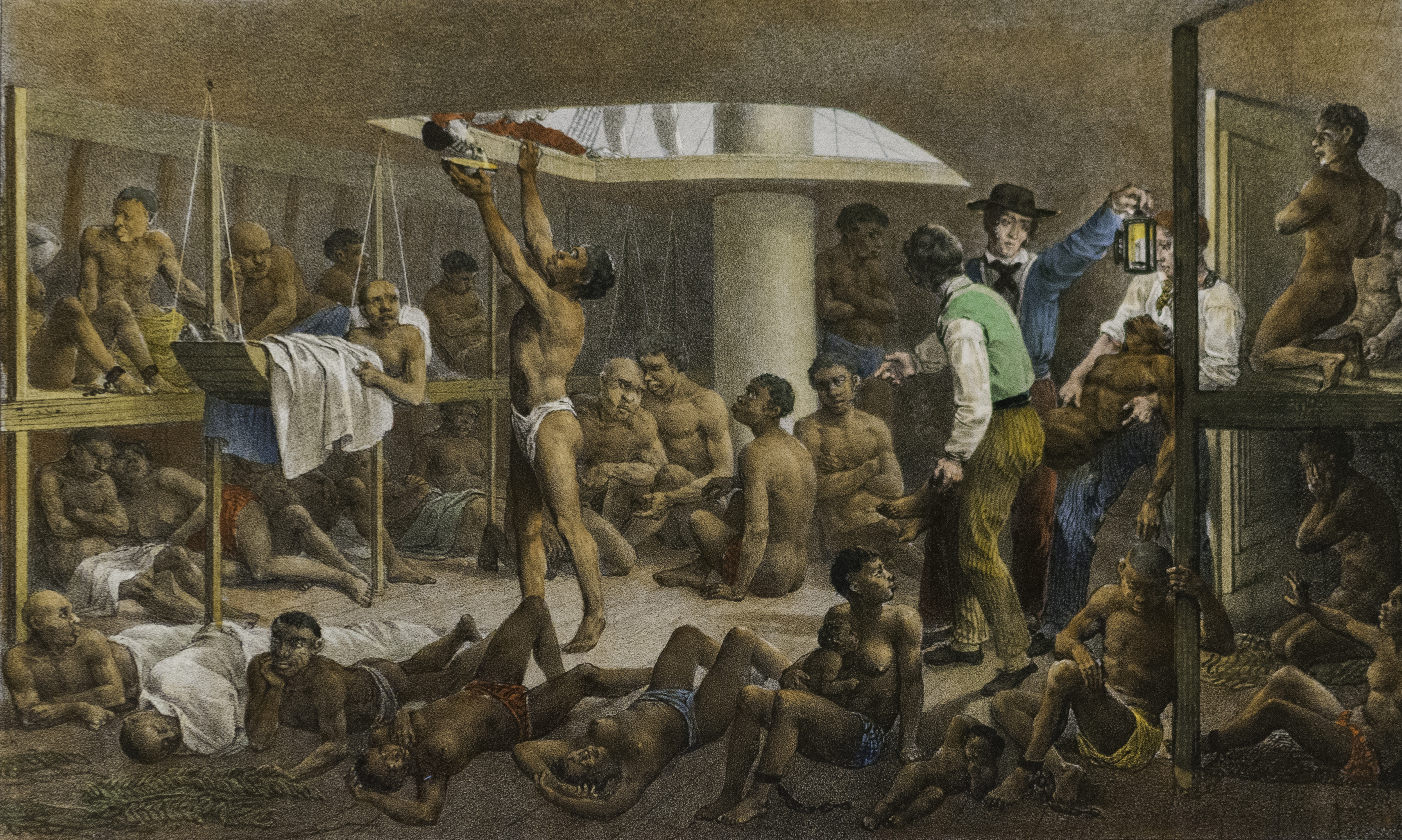
奴隷船の内部

すし詰め状態の奴隷たちの様子を示す絵

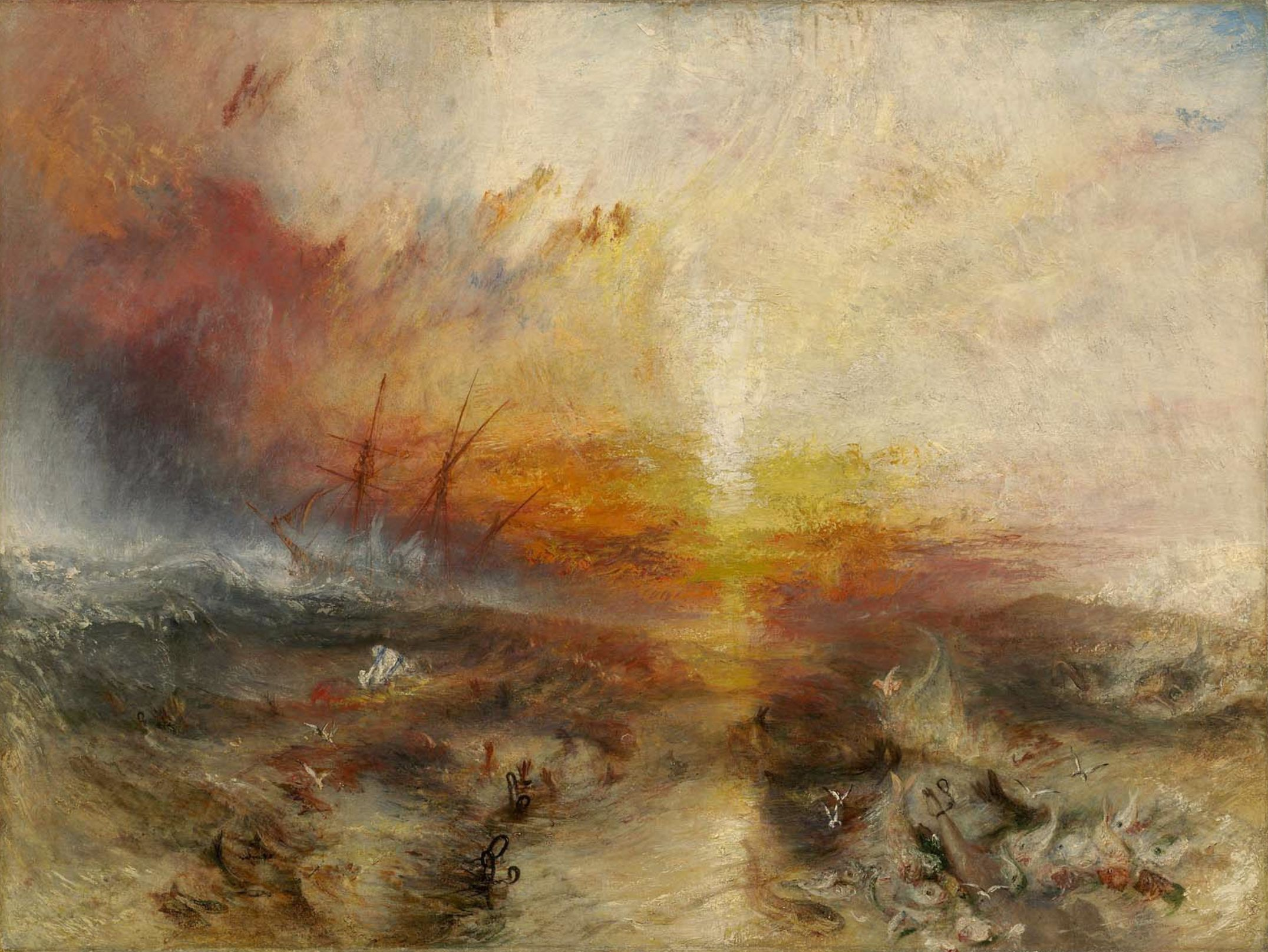
『奴隷船』ジョゼフ・マロード・ウィリアム・ターナー作。所有者が保険金を獲得するために病気の奴隷132名を船外に投げたことで知られる事件の絵

- アデレイド（Adelaide）：フランス、1714年キューバ近郊で沈没
- アンテロープ（Antelope）スペイン、The Antelope
- オロール（Aurore）：フランス、Duc du Maine号と共に、アフリカ人奴隷を最初にルイジアナへ運搬
- ラ・アミスタッド（La Amistad）：一般の貨物船であったが、時折奴隷を運んだ。アミスタッド号事件を参照。
- ブラウンフィッシュ（Braunfisch）：ブランデンブルク製
- ブルックス（Brookes）：1780年代使用[14]
- クロティルダ（Clotilda）：記録に残るアメリカ合衆国最後の奴隷船。1859年、奴隷の密貿易の証拠隠滅のためにアラバマ州モービルで燃やされ、自沈された。
- コラ（Cora）：　1860年、USSカンステレイション（USS Constellation）により捕獲
- クレオール（Creole）：クレオール事件（Creole case）
- デザイヤ（Desire）：最初のアメリカ製奴隷船[15]
- エリザベス（Elisabeth）：航路 ジャマイカ - 西アフリカ間
- Duc du Maine：フランス、オロール号と共に、最初にルイジアナへ奴隷を運ぶ
- Fredensborg：デンマーク、1768年トロモイ島（Tromøy）沖で沈没
- ゲレロ（Guerrero）：スペイン、1827年フロリダキーズで561名のアフリカ人と共に沈没
- ハンニバル（Hannibal）：英国
- ヘンリエッタ・マリー（Henrietta Marie）：1700年、フロリダマルケサスキーズ（Marquesas Keys）で沈没。1980年代に発掘された
- ホープ（Hope）：米国のブリッグ、ロードアイランドへ奴隷を運搬
- ジーザス・オブ・リューベック（Jesus of Lübeck）：重量700トン。　1564年、エリザベス1世により、ジョン・ホーキンズに貸与され、アフリカ人400名を乗せたジョン・ホーキンス2回目の航海に使用された。
- Kron-Printzen：デンマーク、1706年、820名の奴隷と共に沈没
- ル・コンコルド（Le Concord）：後に海賊船「アン女王の復讐号」として使用される。1717年沈没
- Lord Ligonier：アレックス・ヘイリーの著作『ルーツ（Roots: The Saga of an American Family）』に記述
- ドン・フランシスコ（Don Francisco）：1837年捕獲。植民地の貿易船「ジェイムズ・マシュー号（James Matthews）」として売却。　1974年 西オーストラリア博物館（Western Australian Museum）によって発掘
- Madre de Deus (Mother of God)：ジョン・ホーキンズによって捕獲、400名のアフリカ人を移送
- マヌエラ（Manuela）：サニーサウス（Sunny South）として建造。800名以上の奴隷と共に、モザンビーク海峡で、HMS Briskによって捕獲。
- マーガレット・スコット（Margaret Scott）： 1862年、差し押さえられ、閉塞船として沈没
- Meermin：オランダ東インド会社によりアフリカ南部、マダガスカルで使用。1766年、反乱（Meermin slave mutiny）により破壊[16]
- ナイチンゲイル（Nightingale）：1861年、961名の奴隷と共にサラトガ号によって、アンゴラカビンダで捕獲
- Pons：米国製造、1845年12月1日、ヨークタウン（USS Yorktown）により、850-900名の奴隷と共に捕獲[17]
- サラマンダー（Salamander）ブランデンブルク使用
- Sally：ロードアイランド州ニューポート
- Tecora：ポルトガル
- Triton：1861年、USSカンステレイション（USS Constellation）により捕獲
- Trouvadore：1841年タークス・カイコス諸島で難破。奴隷193名が生存。2004年発掘プロジェクト開始[18]
- ワンダラー（Wanderer）：アメリカ合衆国
- Wildfire：バーク船。1860年、フロリダ沿岸で奴隷450名の乗船中にアメリカ合衆国海軍により逮捕[19]
- Whydah Gally：1717年沈没
- ゾング（Zong）：英国。1781年所有者が保険金を獲得するために病気の奴隷132名を船外に投げたことで知られる

## 文献
- Baroja, Pio (2002). Los pilotos de altura. Madrid: Anaya. ISBN 84-667-1681-5
- Rediker, Marcus (2007). The Slave Ship: A Human History. New York: Viking. ISBN 978-0-670-01823-9.  オリジナルの2012年3月31日時点におけるアーカイブ。
- James Walvin: The Zong. A Massacre, the Law and the End of Slavery. Yale University Press, New Haven/London 2011. ISBN 978-0-300-12555-9

## 参照
1. ↑  Shillington, Kevin (2007). “Abolition and the Africa Trade”. History Today 57 (3):  20–27.
2. ↑  Exploring Amistad at Mystic Seaport Archived 2010年3月11日, at the Wayback Machine.
3. ↑  Walvin 2011, p. 27.
4. ↑  Glickman, Jessica A. (2015). “A War at the Heart of Man: The Structure and Construction of Ships Bound for Africa”. University of Rhode Island | DigitalCommons@URI.
5. ↑  White, Deborah (2013). Freedom on My Mind. Boston: Bedford/St. Martin's. pp. 20, 21
6. ↑  Cohn, Raymond (1985). “Deaths of Slaves in the Middle Passage”. The Journal of Economic History 45 (3):  685–692. doi:10.1017/s0022050700034604. JSTOR 2121762. PMID 11617312.
7. ↑  Garland, Charles; Klein, Herbert S. (April 1985). “The Allotment of Space for Slaves aboard Eighteenth-Century British Slave Ships”. The William and Mary Quarterly 42 (2):  238. doi:10.2307/1920430. ISSN 0043-5597. JSTOR 1920430.
8. 1 2 3  Hochschild 2005, p. 114
9. ↑  Bernard Edwards; Bernard Edwards (Captain.) (2007). Royal Navy Versus the Slave Traders: Enforcing Abolition at Sea 1808–1898. Pen & Sword Books. pp. 26–27. ISBN 978-1-84415-633-7
10. 1 2  Hochschild 2005, p. 94
11. ↑  Rediker 2007, p.138
12. ↑  Costello (2012), pp.71-72
13. ↑  Costello (2012), p. 101
14. ↑  “Brooks Slave Ship”.   E. Chambre Hardman Archives. 2007年10月13日時点のオリジナルよりアーカイブ。2008年2月28日閲覧。
15. ↑  “Encyclopedia”. 2011年7月3日閲覧。
16. ↑  “The Slave Mutiny on the slaver ship Meermin”.   Cape Slavery Heritage (2008年3月26日). 2011年10月14日閲覧。
17. ↑  Gilliland, C. Herbert (2003). “Deliverance from this Floating Hell”. Naval History 17 (48–51):  20–27.
18. ↑  “Slave Ship Trouvadore Website”.   Turks & Caicos National Museum and Ships of Discovery. 2012年10月1日閲覧。
19. ↑  Harper's Weekly, June 2, 1860, p344. Online at The Slave Heritage Resource Center accessed 3 July 2006.